# Zavojsko
Zavojsko (makedonsky: Завојско, albánsky: Zavojskë) je historická vesnice v Severní Makedonii. Nachází se v opštině Mavrovo a Rostuša v Položském regionu. 

## Geografie
Zavojsko se nacházelo v oblasti Gorna Reka, východně od vesnice Tanuše. Leželo u Zavojského potoka, odkud pocházel i její název.

## Historie
Na konci 19. století bylo Zavojsko albánskou vesnicí, spadající pod nadvládu Osmanské říše. Podle záznamů Vasila Kančova z roku 1900 zde žilo 35 albánských obyvatel, vyznávajících křesťanskou víru. 